# Antarashen
Antarashen (en arménien Անտառաջեն) est une communauté rurale du marz de Lorri en Arménie. En 2008, elle compte 298 habitants.